# Хосе Еванхеліста
Хосе Еванхеліста (ісп. José Evangelista; 5 серпня 1943, Валенсія, Іспанія — 10 січня 2023, Монреаль, Канада) — іспанський і канадський піаніст, композитор і музичний педагог другої половини XX — початку XXI століття. Творець власного музичного стилю, що поєднує риси традиційної іспанської музики, індонезійського гамелану та сучасної авангардної та модальної музики. Ключовою рисою його музики є відмова від контрапункту, поліфонії та гармонії та звернення до можливостей унісона та гетерофонії. Лавреат премії міністерства культури Іспанії (1982), номінант на премію «Джуно» (2005).

## Біографія
Народився у Валенсії. У 1960—1967 вивчав фізику та комп'ютери в Університеті Валенсії, здобувши ступінь ліценціату наук. Одночасно навчався у Валенсійській консерваторії, де вивчав гармонію, композицію й оркестрування під керівництвом Вісенте Асенсіо. 1967 року нагороджений 1-ю премією Валенсійської консерваторії з композиції.
Після закінчення навчання в Іспанії працював як фахівець з комп'ютерів у CERN, а 1969 року переїхав до Канади. Там продовжив музичну освіту у 1970—1973 роках у Монреальському університеті під керівництвом Андре Прево та у 1976—1981 роках в Університеті Макгілла під керівництвом Брюса Матера. 1973 року здобув ступінь магістра музики за класом композиції та 1984 року — ступінь доктора музики. Крім навчання в Канаді, у 1974 та 1984 роках відвідував курси нової музики в Дармштадті (Німеччина).
З 1972 року почав викладати в Монреальському університеті (професор з 1979 року). Маючи інтерес до музики Південно-Східної Азії, літо 1976 і 1980 років провів на Балі, а 1986 року — в Бірмі, вивчаючи відповідно індонезійський гамелан і бірманську фортепіанну школу. Став одним з засновників музичних товариств Les Événements du neuf та Traditions musicales du monde, які займаються популяризацією авангардної музики та незахідних музичних традицій відповідно. 1986 року — штатний композитор Індонезійської академії музики в Джок'якарті і запрошений композитор курсів нової музики в Дармштадті, з 1987 року провадив семінар з гамелану в Монреальському університеті. У 1993—1995 роках — штатний композитор Монреальського симфонічного оркестру. У Монреальському університеті продовжував працювати до 2009 року. Серед його учнів — сучасні канадські композитори Ана Соколович і Самі Мусса.
Помер 10 січня 2023 року в Монреалі.

## Творчість
Створював твори для сольних виконавців-інструменталістів (наприклад, фортепіанна п'єса «Monodias españolas» 1988 року), вокалу («O quam suavis est» для змішаного хору, 1987; «Voix et espace» для вокального секстету, 2004; «Cantares» для мецо-сопрано та струнного оркестру, 2010), інструментальних ансамблів («Clos de vie», 1983; «O Bali», 1989) та симфонічного оркестру («Piano concertant», 1986; «Alap et Gat», 1998). На межі XX і XXI століть відбулися прем'єри двох його опер — «Розмовні вправи» (фр. Exercices de conversation, на лібрето Ежена Йонеско, Ліон, 2000) і «Рукопис, знайдений у Сарагосі» (фр. Manuscrit trouvé à Saragosse, на лібрето Алексіса Нусса за романом Яна Потоцького, Монреаль, 2001).
Музичний стиль композитора далекий від основних напрямів західної музики; він, зокрема, повністю відмовився від контрапункту та гармонії. На його творчість вплинули іспанська народна музика (зокрема, історичне використання унісону) та індонезійський гамелан, а також сучасні течії — авангардна та модальна музика. З розвитком композиторської кар'єри його почали приваблювати можливості написання музики лише на мелодійній основі. У його творах використовується прийом гетерофонії, коли та сама мелодія, багаторазово повторювана «луною», створює ілюзію поліфонічного звучання. Відмова від поліфонії, що відбулася на початку 1980-х років, на думку критиків, могла призвести до збіднення музичного матеріалу, але Еванхеліста зумів розв'язати цю проблему зверненням до музичних традицій, відмінних від західних.
Одним із найчастіше виконуваних творів, написаних Еванхелістою у його власному стилі, стала композиція «O Bali» для камерного оркестру. У нього замовляли твори багато провідних солістів і колективів, зокрема «Кронос-квартет», ансамбль «L'Itinéraire» та «Groupe vocale de France», він також писав музику на замовлення Квебецького товариства сучасної музики та Radio-Canada. Серед колективів, що виконували твори Еванхелісти, «Ensemble Modern» (Франкфурт), «Nieuw Ensemble» (Амстердам), «Music Projects» (Лондон), філармонічний оркестр Радіо Франції та Монреальський симфонічний оркестр.

## Нагороди та номінації
- 1967 — 1-ша премія за композицію (Валенсійська консерваторія)[7]
- 1974 — 1-ша премія конкурсу «Confederación española de cajas de ahorros» (за композицію «En guise de fête»)[9]
- 1982 — спеціальна премія Міністерства культури Іспанії (за композицію «Visión»)[6]
- 1988 — 1-ша премія конкурсу хоральних творів церкви св. Марії Магдалини (Торонто, за композицію «O quam suavis est»)[6]
- 2005 — номінація на премію «Джуно» за класичну композицію року (за композицію «Nuevas monodías españolas»)[7]
- 2019 — премія імені Сержа Гарана від Фонду Еміля Неллігана (Квебек) за підсумками творчої кар'єри[7].